# Parodia herteri
Parodia herteri är en kaktusväxtart som först beskrevs av Erich Werdermann, och fick sitt nu gällande namn av Nigel Paul Taylor. Parodia herteri ingår i släktet Parodia och familjen kaktusväxter. Inga underarter finns listade i Catalogue of Life.

## Bildgalleri

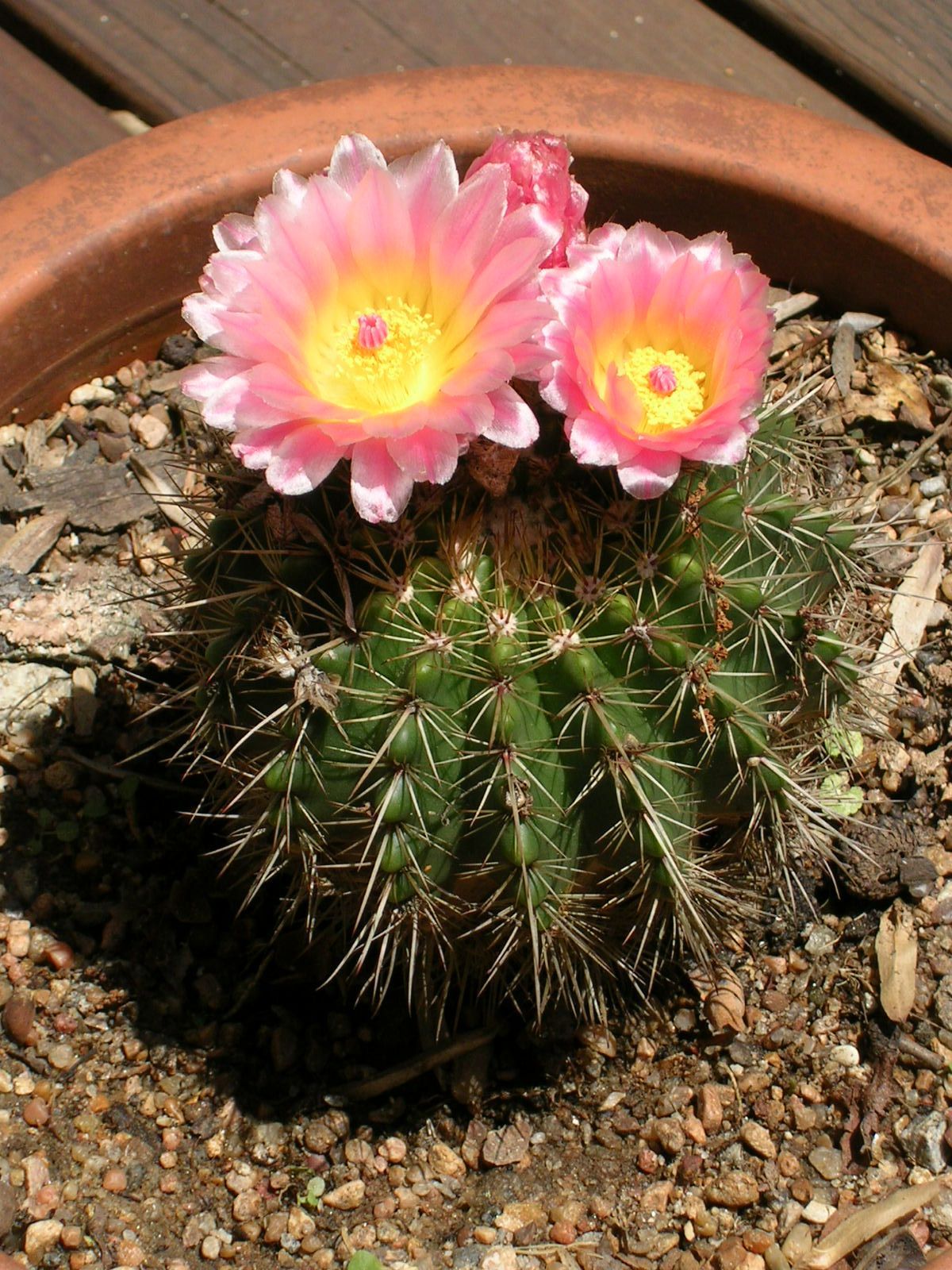
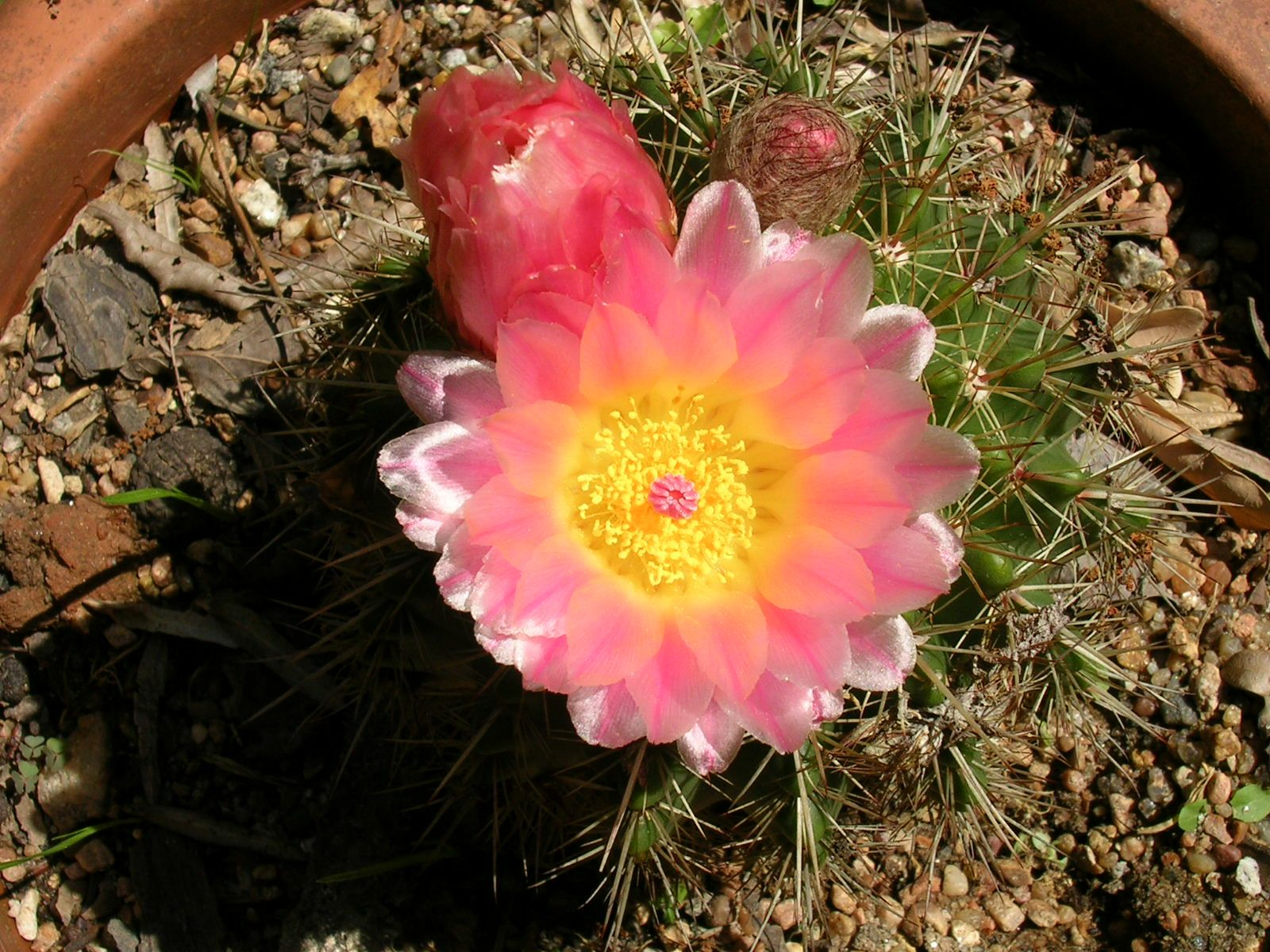
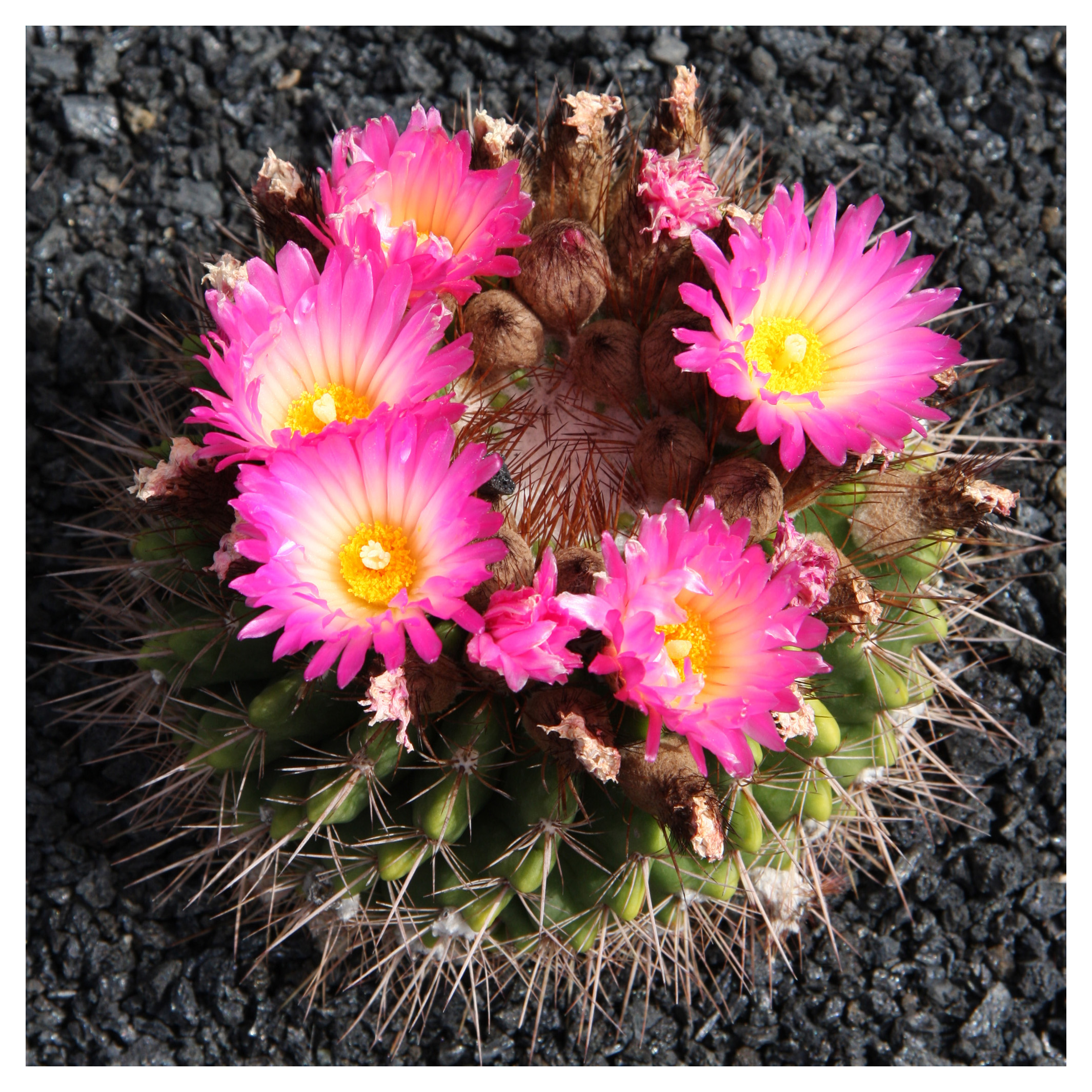
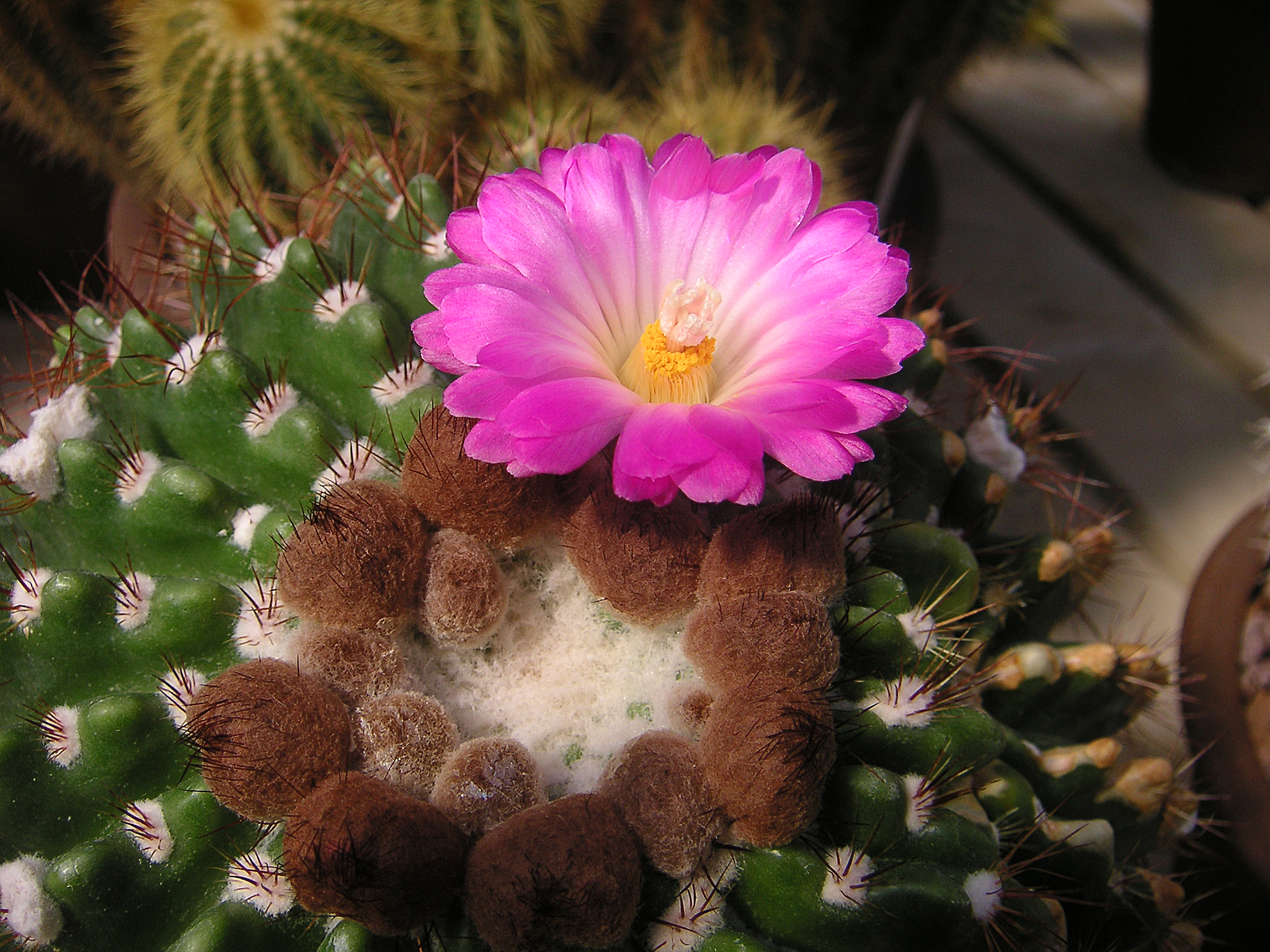
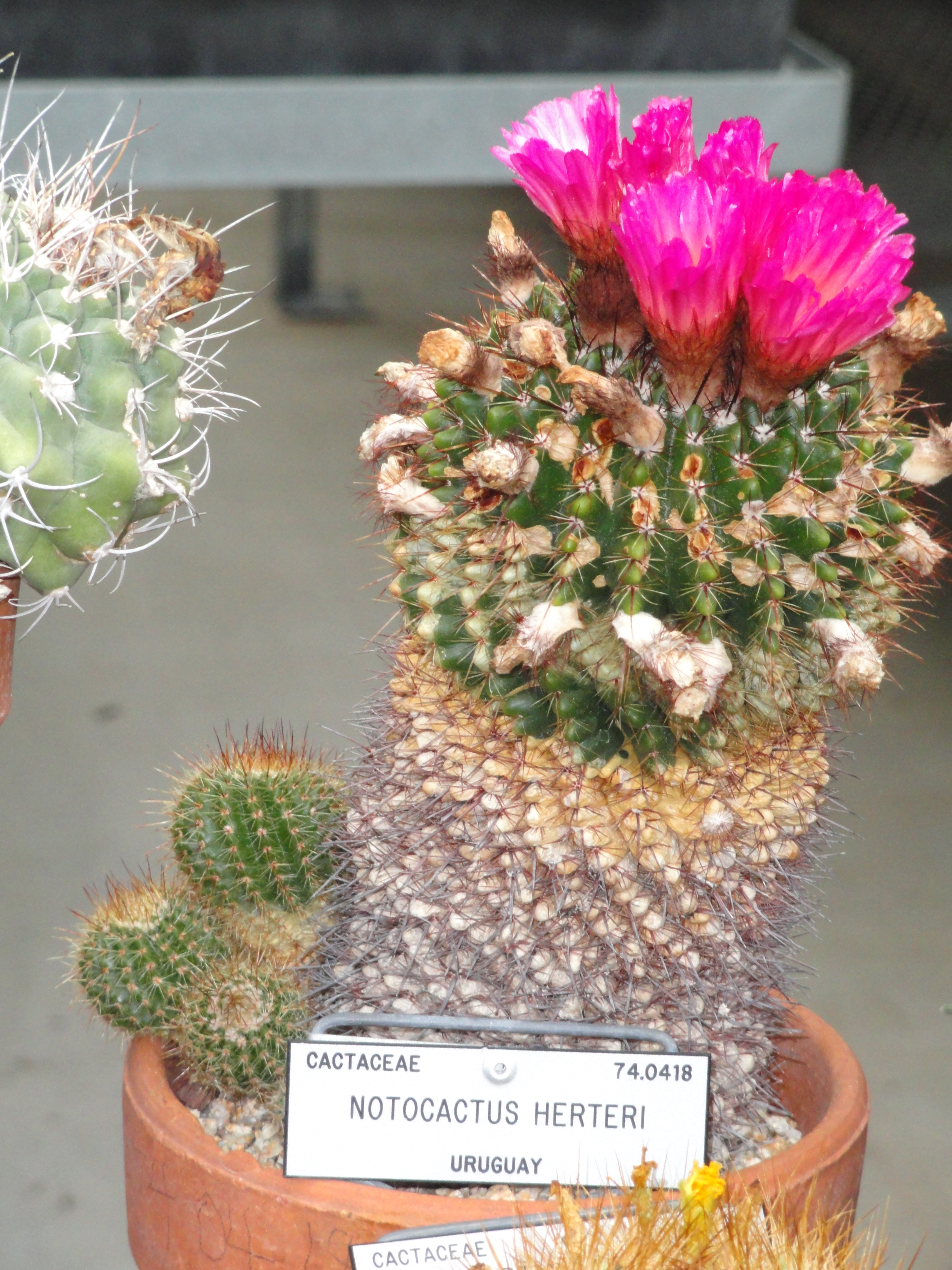